# 泉大津市オリアム随筆賞
泉大津市オリアム随筆賞（いずみおおつしオリアムエッセイしょう）は、泉大津市が日本一の生産を誇る毛布をはじめ、ニットや毛織物などを産出する「繊維のまち・泉大津」を日本全国にPRするために、市制施行70周年事業として、2012年より創設した独自の文学賞である。「随筆」と書いて「エッセイ」と読む。

## 概要
この随筆賞の「オリアム」の名称は、泉大津市の主要産業の一つで特産品にもなっている繊維製品を連想させる「織り」と「編む」に由来している。テーマについては繊維製品について少しでも触れることを条件にしており、本文学賞を通じて繊維製品への関心や愛着を持ってもらうことにより、泉大津市と繊維産業に対する認知度の向上が期待されている。
選考は年1回行われ、文学界の著名人による選考委員の審査によって、最優秀賞（オリアム随筆賞）1作品、優秀賞2作品、佳作3作品がそれぞれ決定される。それぞれの賞について、泉大津商工会議所の後援を受け、賞金が贈呈される。
なお、選考結果の発表は毎年1月頃、表彰式は3月頃に行われ、上位3作品は、上方芸能の専門誌「上方芸能」に掲載されるほか、泉大津市ホームページ、広報紙でも発表される。
選考委員（2012年、2013年）
- 難波利三
- 眉村卓
- 有栖川有栖
- 木津川計